# Калово (дем Ксанти)
Калово (на гръцки: Καλύβα, Калива) е село в Западна Тракия, Гърция в дем Ксанти.

## География
Съвсем близо до Калово се намират руините на село Каловаджик, което впоследствие е преименувано на Дексамени (Δεξαμενή), но е обезлюдено между двете световни войни вследствие на емиграция.

## История
В подробен регистър на санджака Паша от 1569-70 година е отразено данъкоплатното население на Калово както следва: мюсюлмани - 38 семейства и 27 неженени, както и 3 семейства юруци. Според Васил Кънчов към 1900 година Калово е помашко селище, попадащо в Драмския Чеч с 40 къщи. В книгата си Македония. Етнография и статистика, Кънчов посочва Калово като село с население 194 помаци.